# Ophiurothamnus
Ophiurothamnus is een geslacht van slangsterren uit de familie Ophiacanthidae.

## Soorten
- Ophiurothamnus clausa (Lyman, 1878)
- Ophiurothamnus discycla (H.L. Clark, 1911)
- Ophiurothamnus eleaumei O'Hara & Stöhr, 2006
- Ophiurothamnus excavatus Koehler, 1922
- Ophiurothamnus exigua (Lyman, 1878)
- Ophiurothamnus laevis (Lütken & Mortensen, 1899)